# Purpurfärgen (film, 2023)
Purpurfärgen (engelska: The Color Purple) är en amerikansk musikalisk dramafilm från 2023. Filmen är regisserad av Blitz Bazawule med manus skrivet av Marcus Gardley, baserat på musikalen med samma namn från 2005, som i sin tur är baserad på Alice Walkers roman Purpurfärgen från 1982. Det är den andra filmatiseringen av romanen, efter Steven Spielbergs filmatisering från 1985. Filmen är bland andra producerad av Spielberg, Oprah Winfrey och Quincy Jones.
Filmen hade biopremiär i Sverige den 19 januari 2024, utgiven av Warner Bros.

## Handling
Handlingen följer livslånga kampen för en afroamerikansk kvinna, Celie Harris Johnson, som bor i den amerikanska södern under tidigt 1900-tal.

## Rollista (i urval)
- Fantasia Barrino – Celie Harris Johnson
  - Phylicia Mpasi – Celie Harris Johnson, som ung
- Colman Domingo – Albert "Mister" Johnson
- Taraji P. Henson – Shug Avery
- Corey Hawkins – Harpo Johnson
- Danielle Brooks – Sofia
- H.E.R. – Mary Agnes
- Ciara – Nettie Harris
  - Halle Bailey – Nettie Harris, som ung
- Louis Gossett Jr. – Ol' Mister Johnson
- Aunjanue Ellis – Mama
- Elizabeth Marvel – Miss Millie